# Tubarão Esporte Clube
O Tubarão Esporte Clube é um clube de futebol brasileiro da cidade de Palmas, no estado do Tocantins. 

## História
Fundado em 8 de janeiro de 1992, o clube só realizou a troca do estatuto de amador para profissional em 22 de agosto de 2007.
Sua primeira partida profissional ocorreu no dia 4 de março de 2008, quando venceu o Tocantinópolis por 3 a 1, no Estádio Nilton Santos, na primeira rodada do Campeonato Tocantinense daquele ano. Os gols do Tubarão foram marcados por Júnior Bala, Daniel e Niltinho.

## Desempenho em competições oficiais
Campeonato Tocantinense
| Ano  | 2008 | 2009 | 2010 |
| Pos. | 6º   | 4º   | 7º   |
| ---- | ---- | ---- | ---- |

Legenda:
| Rebaixado à divisão inferior |